# Etnosur
En 1997 se crea en Alcalá la Real (provincia de Jaén, España) el Festival de Encuentros Étnicos del Sur, conocido como Etnosur. Se trata de un festival gratuito multidisciplinar, caracterizado por los conciertos de música étnica y alternativa. Esta cita tiene lugar desde sus inicios el tercer fin de semana de julio. Durante los tres días de duración, el festival llega a congregar a más de 40 000 personas de diferentes partes de España.
Creado por Pedro Melguizo Jiménez (Jaén, 1957), este festival está organizado por el Ayuntamiento de Alcalá la Real con la voluntad de ofrecer una ventana al mundo donde el aprendizaje, el respeto y la solidaridad forman parte de su espíritu.
No es un festival al uso, sus actividades son gratuitas y abiertas a todos los públicos, con una programación orientada a niños y adultos, a la familia, a alcalaínos y foráneos, donde la música se fusiona con el resto de contenidos: Circo, talleres, foro, exposiciones, narradores, etnochill, aula de literatura, concursos, actividades de calle, conciertos y actuaciones musicales por diferentes rincones del pueblo, puestos de artesanía y comida…

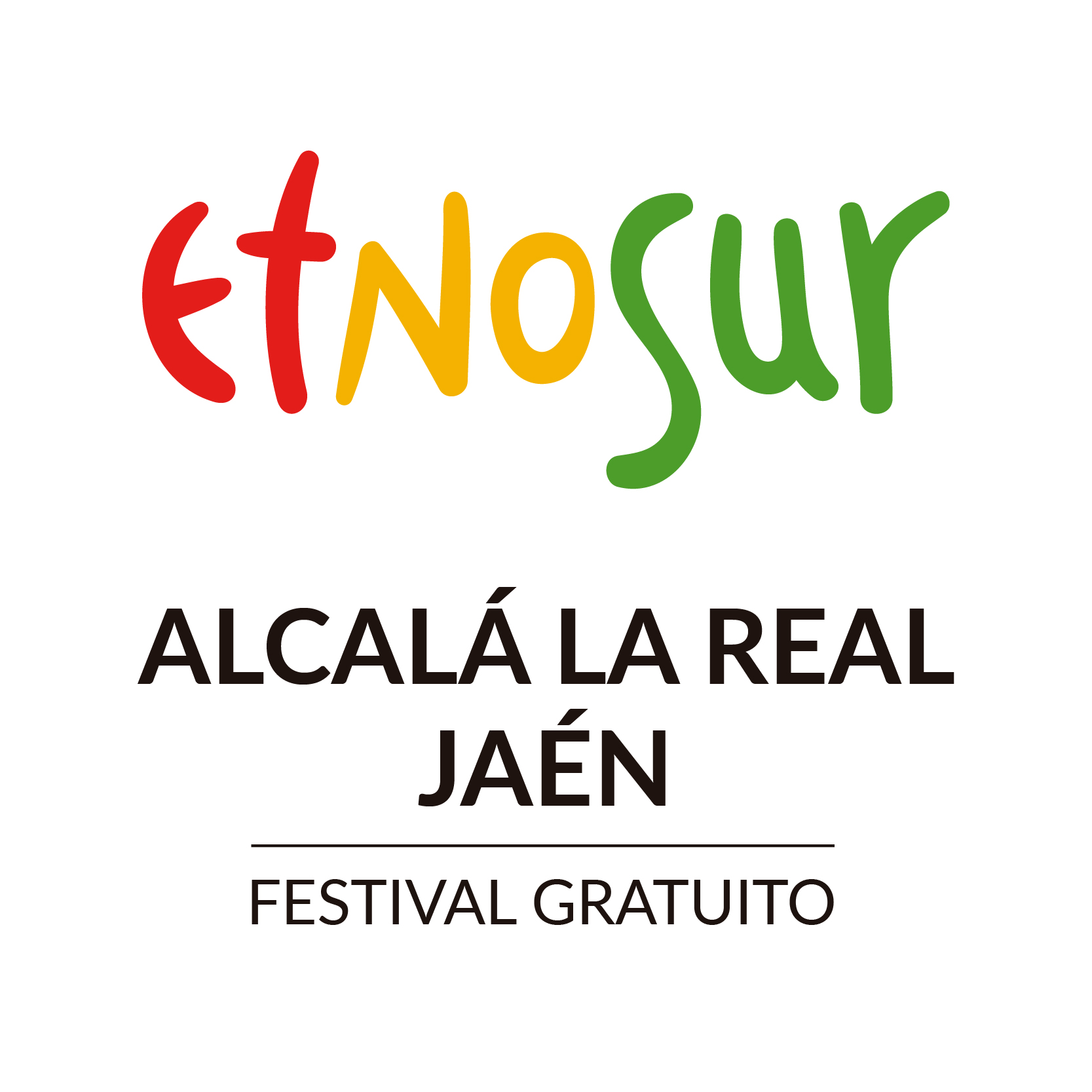

EtnoSur es a día de hoy una de las citas más importantes de las músicas del mundo dentro del panorama nacional.

## Etnosur 20 años
XX Edición del Festival EtnoSur 15, 16 y 17 de julio en Alcalá la Real (Jaén) 
Los Encuentros Étnicos de la Sierra Sur llegan a su XX Edición. Son 20 los años de mezcla y convivencia, de viaje y experiencia. Veinte desde que naciera un festival de música con una clara vocación por ir más allá de la música. Etnosur tendrá lugar este año los días 15, 16 y 17 de julio con su habitual apuesta por el espectáculo vivo y el movimiento, así como por la reflexión y el aprendizaje. 
En este tiempo el festival se ha consolidado como un punto de encuentro cultural e intergeneracional en el que compartir experiencias, y muy especialmente, como una pequeña comunidad en la que cada miembro persigue el mismo objetivo, liberar la mente y desatar el cuerpo.

### Lugar de Encuentro
ATMÓSFERA INTERCULTURAL, INTERGENERACIONAL Y MULTIÉTNICA
Gracias a una programación diversa, generada desde la transmisión libre y locuaz. Donde manda el ritmo, la transmisión, la búsqueda del goce, la ansias de unión, la actitud de evasión, se consigue en el ETNOSUR una atmósfera abierta a cualquier tipo de deseo vivencial, relacional, de introspección con uno mismo, con descubrimientos frente al “otro”, con el “otro”. Conexión y desconexión, para eso sirven los lugares de encuentro, para eso sirve ETNOSUR.
ETNOSUR acoge “otras formas de vida”, otras formas de estar en el mundo. Da un lugar común a todos esos discursos periféricos, los aúna, los hace fuerte, les da voz. Cohabitan muchas realidades en el festival.

## Música, el pulso del Festival
La música es la esencia del festival, ella marca el ritmo y nos traslada de un lugar a otro, nos permite transitar por los sonidos de otros países, nos acerca a otras culturas.
La música lo ocupa todo, los conciertos se expanden por todo el pueblo, al mediodía tienen lugar en el Templete del Paseo de los Álamos. Al caer la tarde se desarrollan en la Plaza del Ayuntamiento y por la noche en el escenario del Recinto EtnoSur. 
En el festival, se encuentra también lugar para la remezcla, son numerosos los 'Dj' que visitan Etnosur en cada una de sus ediciones. Existen dos áreas donde estos dan vida a sus fusiones.

### Etnochill
Lugar de encuentro entre los djs ganadores del concurso de djs y los djs invitados, ambos se encargan de amenizar la tarde en el Paseo de los Álamos. 

### Etnoteca
Lugar donde la música que llega hasta el amanecer. Djs de diferentes partes del mundo confluyen en Etnosur, sus sesiones no dejan indiferente a nadie. Estas actuaciones tienen lugar justo después de los conciertos en el Recinto Etnosur y se prolongan hasta que el sol se pone en Alcalá la Real.

## Etnosur más allá de la música
Agitadoras de conciencia, evasivas, de reflexión, de goce, de placer, de aprendizaje, de intercambio, contemplativas ... así se muestran las actividades que recoge el Festival Etnosur

### Espectáculos vivos

#### Circo
Artes circenses provenientes de todos los rincones del mundo se dan cita cada año en Etnosur. Un circo de calle, abierto, contemporáneo; donde el riesgo, la habilidad y autenticidad se mezclan con el humor. Puro espectáculo de la emoción.
Pequeños, grandes y mayores se encuentra en este espacio mágico que nos permite reír, emocionarnos o simplemente disfrutar de la belleza de los espectáculos que encontramos.
El Escenario circo, se encuentra ubicado en el Recinto EtnoSur. El aforo es de 1500 personas. 

#### Narradores
Conocidos popularmente como cuentacuentos nos adentran en el envolvente mundo de la transmisión oral. Las palabras permiten agitar la ilusión, transformar la realidad y contactar con las emociones. Con ellos pequeños y mayores emprenden un camino juntos hacía mundos encantados.
Actúan en espacios cerrados para conservar la calidez del cuento.
Se puede encontrar programación de narradores en el Convento de Capuchinos, Café Bar Casablanca y Palacio Abacial.

### Un espacio para la reflexión y el aprendizaje

#### Cine
Películas de todo el mundo que hablan de historias verdaderas, de conflictos sociales o de sueños se desarrollan a lo largo de en una programación matinal ( ¡siempre es bello ver cine diferente en la mañana!) y de tarde.
El aforo es de 300 personas.
La programación cinematográfica se desarrolla enteramente en el Teatro Martínez Montañés.

#### Foro
El foro es un lugar de encuentro y reflexión. Cada año se eligen conferencias acorde con los temas de interés del momento y en las cuales nos visitan especialistas para que el público asistente tenga la oportunidad de descubrir, intercambiar y confrontar sus ideas.
Tiene lugar en el Centro Social “La Tejuela”, a poco metros del Palacio Abacial.

#### Talleres
Cada año el festival ofrece talleres relacionados con la filosofía del Festival. Están concebidos desde la transmisión de conocimiento y su objetivo es generar conexiones, bien con uno mismo, o con el grupo en cuestión.
Se suelen proponer alrededor unos 10/12 talleres por edición, pueden ser de gran formato o de pequeño formato.

#### Aula de Literatura
La poesía es en sí misma lugar de encuentro. La poesía es un lenguaje común que nos atraviesa a todos. Desde el aula de Literatura se realizan lecturas de poemas.
Las lecturas se realizan el domingo del festival en el Centro Social “La Tejuela” 

#### Exposiciones
Exposiciones fotográficas en un edificado de 1781 que consiguen encuadrarnos otras situaciones, otras culturas, otras formas de vida, otras formas de enfrentarse al mundo. Fotografía crítica, social, de denuncia, pero también fotografía sana, de momentos, de viajes … de pérdida y encuentro con uno mismo.

### Un espacio para el paladar y el consumo responsable

#### Pipiripao, goce culinario
El “Pipiripao” es el punto de encuentro gastronómico presente cada año en Etnosur donde poder disfrutar de comidas llegadas de distintas zonas del mundo. Además se encuentra situado dentro del Recinto Etnosur, en una zona tranquila y sombreada, el emplazamiento ideal para que el público de Etnosur disfrute de un merecido descanso a la hora de la cena. 

#### Zoco de Artesanos
Un sinfín de puestos engalanan el Recinto de Etnosur y el Paseo de los Álamos. Productos elaborados artesanalmente, donde el consumidor conoce el proceso de elaboración, los materiales utilizados y las personas que los realizan. El consumo como transmisión, no como mero intercambio económico.